# Pieniluoto (ö i Södra Savolax, Pieksämäki)
Pieniluoto är en ö i Finland. Den ligger i sjön Syvänsi och i kommunen Pieksämäki i den ekonomiska regionen  Pieksämäki ekonomiska region  och landskapet Södra Savolax, i den södra delen av landet, 280 km nordost om huvudstaden Helsingfors. Öns area är omkring 140 kvadratmeter och dess största längd är 20 meter i nord-sydlig riktning.